# La Vie d'un honnête homme
Pour plus de détails, voir Fiche technique et Distribution.
La vie d'un honnête homme est un film français de Sacha Guitry sorti en 1953. Cette comédie française typique des années 1950 marque à la fois l'un des rôles secondaires notables de Louis de Funès et l'apparition à l'écran, de sa future compagne cinématographique régulière, Claude Gensac.

## Synopsis
Albert et Alain Ménard-Lacoste sont frères jumeaux. Le premier, Albert, a réussi sa vie : il est devenu un homme riche et respectable, craint de son entourage et faisant mener une vie infernale à sa famille ; il est pourtant malheureux au fond de lui-même, sans aucunement vouloir le reconnaître. Le second, Alain, a beaucoup voyagé et vit très modestement. Lors d'un entretien entre les deux frères, Alain est brusquement emporté par un infarctus. Albert va alors endosser les habits et la personnalité de son frère, pour essayer de vivre la vie pleine d'aventures que son défunt frère a vécue au travers de nombreuses expériences en Amérique. Une vie pleine de romantisme et de femmes, bien loin de l'univers guindé et monotone qu'Albert s'est construit, dans une rigidité d'« honnête homme », rempli de suffisance et de mépris pour ceux qui, comme son frère Alain, ont préféré les tumultes d'une vie incertaine, et pourtant pleine de goût et de souvenirs. Accueilli comme «Alain», l'héritier d'Albert, la femme d'Albert, Madeleine, croyant son mari réellement mort et n'agissant que par intérêt, veut épouser son nouveau «beau-frère». Le médecin de famille découvre alors la supercherie, poussant Albert à disparaître sans laisser de traces.

## Fiche technique
- Réalisation : Sacha Guitry, assisté de François Gir
- Scénario, adaptation, dialogues : Sacha Guitry
- Décors : Aimé Bazin
- Photographie : Pierre Bachelet, assisté de René Ribault
- Chef Opérateur : Jean Bachelet
- Musique : Louiguy, créée par Mouloudji
- Montage : Raymond Lamy
- Son : Tony Leenhardt
- Perchman : Guy Villette
- Maquillage : Janine Jarreau
- Photographe de plateau : Jean Klissak
- Script-girl : Odette Lemarchand
- Régisseur général : Philippe Senne, assisté de Robert Christidès pour la régie extérieure
- Tournage du 29 octobre au 15 novembre 1952
- Production : Simon Barstoff Films - Général Productions (France)
- Chef de production : Simon Barstoff, Michel Kagansky
- Distribution : Corona
- Affichiste : Clément Hurel
- Pays :  France
- Format :  Noir et blanc - 1,37:1 - 35 mm - Son mono
- Durée : 85 minutes
- Genre : Comédie dramatique
- Date de sortie : 
  - France - 18 février 1953

## Distribution
- Michel Simon : Albert et Alain Ménard-Lacoste
- Marguerite Pierry : Madeleine Lacoste, la femme d'Albert
- François Guérin : Pierre Lacoste, le fils d'Albert et Madeleine
- Laurence Badie : Juliette Lacoste, la fille d'Albert et Madeleine
- Lana Marconi : Une prostituée, surnommée "la comtesse"
- Louis de Funès : Émile, le valet de chambre des Ménard-Lacoste
- Claude Gensac : Évelyne, la femme de chambre des Ménard-Lacoste
- Léon Walther : Maître Denisot, le notaire des Ménard-Lacoste
- Marthe Sarbel : Marie, la cuisinière des Ménard-Lacoste
- Pauline Carton : La patronne de l'hôtel
- Georges Bever : Le chauffeur de taxi
- André Brunot : Le docteur Ogier
- Marcel Perès : Le commissaire Vincent
- Max Dejean : L'aubergiste
- Jacques Derives : Le médecin de Roubaix
- Marcel Mouloudji : Un chanteur
- Jacqueline Gut : La vendeuse
- Michel Nastorg : René, le mécanicien
- Sacha Guitry : Lui-même au générique du film
- Louiguy : Lui-même
- Marc Arian : Mr Valembray, un chef de service (non crédité)
- Christine Vall : Une femme de chambre des Ménard-Lacoste (non créditée)
- Roger Poirier : Un inspecteur (non crédité)
- René Grethen : Un inspecteur (non crédité)
- Daniel Pierson
- Jeanne Pierson
- Anne Rey

## Autour du film
- Première rencontre cinématographique entre Claude Gensac et Louis de Funès. Elle jouera ensuite à plus de dix reprises en compagnie de Louis de Funès, interprétant le plus souvent le rôle de son épouse.